# Öjer
Öjer är ett svenskt mansnamn av urnordiskt ursprung. Det har använts i Sverige kontinuerligt sedan forntiden. Efter medeltiden har det blivit ett alltmer undanskymt namn, som aldrig blivit modenamn och nu har ett fåtal bärare.

## Namnets bildning och betydelse i urnordisk tid
Öjer är ursprungligen ett sammansatt namn (kompositum), vilket betyder att det var ett namn med en förled och en efterled, vilka i forntiden var begripliga ord eller ordbildningsmorfem.
Förleden är antingen 
- urnordiska *awjō, runsvenska/fornöstnordiska øy, fornsvenska ø (femininum), nysvenska ”ö”, motsvarande fornvästnordiska ey,[5][6] eller
- urnordiska auja (neutrum), ”lycka”, ”(lycko)gåva”,[5][6] eller möjligen
- urnordiska adverbet *aiwa ”alltid”[5].

Efterleden är ett av de tre maskulina urnordiska orden
- *hariaʀ[c] (krigshär),
- *gaiʀaʀ[d] (spjut) eller
- *wariaʀ (försvarare).[6][7][8]

De urnordiska orden  är hypotetiska rekonstruktioner (utom auja) och namnet finns inte i någon urnordisk inskrift; när namnet finns belagt på fornnordisk tid har efterledet reducerats till ‑ar (eller ‑arr med långt ‑r om man inkluderar den maskulina nominativändelsen), vilket försvårar utredningen av etymologin.
De möjliga betydelserna hos för‐ och efterled – ö, lycka, alltid respektive här, spjut, försvarare – ger knappast upphov till logiska sammansatta ord, och Öjer tillhör den majoritet av nordiska tvåledade namn som enligt Roland Otterbjörk har sammansatts mekaniskt efter variationsprincipens krav vid namngivning – till skillnad från meningsfulla namn som Erik, urnordiska *Aina‑rikiaʀ (”ensamhärskare”).

## Vikingatid
Vid övergången från urnordiska till den vikingatida fornnordiskan reducerades namnet till två stavelser. De vikingatida beläggen är, i translitteration från runor:
- nominativ ayar (Sö 143) och möjligen yar (U 797)
- ackusativ auar (Ög 154)
- genitiv auars (Ög 154)

Namnet transkriberas till runsvenska/fornöstnordiska Øyarr i nominativ, motsvarande fornvästnordiska Eyarr. Vid denna tid var namnledernas mening dold av språkutvecklingen. (Stavning med ⟨ø⟩ och ⟨ö⟩ för äldre och nyare språkstadier betecknar ingen ljudskillnad; båda tecknen avser ö‑ljud.)

## Medeltid
De medeltida beläggen är enligt Sveriges medeltida personnamn: Eyer 1359, 1483; Eyiar 1273?; Höarus 1276; Oarus 1290; Oyarus 1290‑; Oyer 1470; Syar‑ 1366; Syarus 1215 Yer‑ 1475; Yiär- 1358; Yöggar 1475; Öarus 1277; Öer 1489; Ögharus 1344; Öghiar‑ 1360; Ögiar 1415; Öharus 1353; Öier 1508; Önar 1373; Öyarus 1290‑; Öye‑ 1490; Öyer‑ 1475; Öyet‑ 1522; Öyyör 1296; Öyör 1386. Enligt Ivar Modéers uppfattning kvarstode i den medeltida (fornsvenska) skrivna namnformen Øiar den gamla (östfornnordiska) diftongen øy okontraherad, vilket vore en ovanlig eller unik utveckling i de centrala svenska bygder varest fornsvenska texter skrevs.

## Bondenamn
Källorna till det svenska historiska namnskicket är i stort sett runinskrifter, medeltida handskrifter, landskapshandlingarna (fogdars handlingar 1539–1630) och folkbokföringen från 1600‑ och 1700‑talen och framåt. De namn som hävdar sig bland allmogen i det rika materialet från 1500‑talet och framåt brukar kallas bondenamn. Som bondenamn är Öiar, Öyer och Yiar belagt i landskapshandlingar från östra Småland. En reducering av andra stavelsens vokal till ‑e‑ sker enligt beläggen med början på medeltiden och in i nya tiden. Öjer är belagt på 1800‑talet i Möre, och det var ”[f]örr ett rätt vanligt namn i östra Götal[and]”

## Nyare tid och nutid
Öjer har varit i kontinuerlig användning; det är inte ett av de många nordiska namn som dog ut och återupplivades i nordiska namnrenässansen. Men det har ej heller populariserats av nordiska namnrenässansen, utan blivit ovanligt. Den 31 december 2020 hade elva personer Öjer som förnamn. Flertalet bärare har inte Öjer som tilltalsnamn, och medelåldern är hög utom i en familj Gjöthlén, som har unga bärare av namnet. Namnet fortlever indirekt genom att 141 personer (2022) har Öjersson som efternamn.

## Ordaccent
Eftersom namnet alltid varit tvåstavigt kan man förmoda att tidiga former av namnet uttalats med grav accent, även kallad accent 2. Om denna fråga finns inga uppgifter i litteraturen. Allmänt kan sägas att svenska tvåstaviga namn har en starkare tendens att uttalas med accent 1 än vad appellativ har, även om andra stavelsens vokal inte är ⟨e⟩ utan ⟨a⟩, som i Ivar.